# Velika župa Pliva i Rama
Velika župa Pliva i Rama bila je jedna od 22 velike župe na prostoru NDH. Sjedište joj je bilo u Jajcu, a djelovala je od od 16. kolovoza 1941. do 5. srpnja 1944. godine. Građansku upravu u župi vodio je veliki župan kao pouzdanik vlade imenovan od strane poglavnika. 
Velika župa je obuhvaćala je područje kotarskih oblasti:
- Bugojno,
- Glamoč,
- Jajce,
- Livno,
- Prozor,
- Tomislavgrad,
- Varcar- Vakuf
- kotarska ispostava Kupres (od 1. rujna 1941. kotarska oblast),
- kotarska ispostava Gornji Vakuf
- kotarska ispostava Donji Vakuf

i grad Livno.
Uvođenjem redovne državne uprave prvi veliki župan bio je Hilmija Bešlagić, poslije ministar prometa i javnih radova NDH.
Preustrojem velikih župa u NDH Zakonskom odredbom o velikim župama od 5. srpnja 1944. ukinuta je ova velika župa, i spajanjem dijela ozemlja ove s ozemljem ukinute velike župe Lašve-Glaža nastala je nova Velika župa Lašva-Rama, poslije preimenovana u Lašva-Pliva. Drugi dio ove velike župe priključen je velikoj župi Humu:
- Livno
- Duvno (dotada Tomislavgrad)
- Prozor

i grad Livno.